# 维维 (刚果民主共和国)

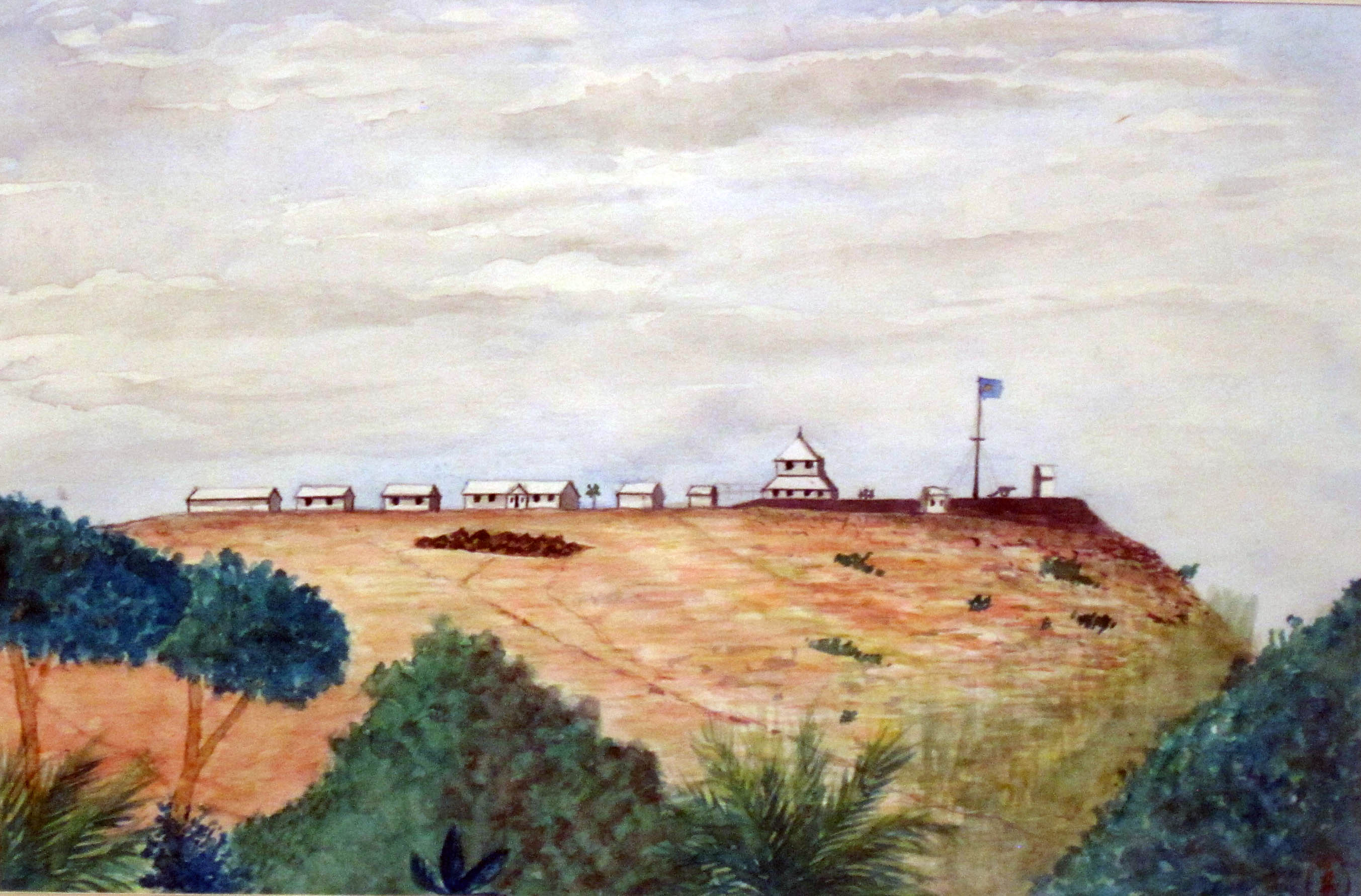
剛果自由邦時期的維維

維維（Vivi）是剛果民主共和國的城鎮，由中剛果省負責管轄，位於該國西部剛果河右岸，毗鄰首府馬塔迪，建城於1879年9月26日，在1885年7月1日至1886年5月1日期間是剛果自由邦的首都，其後在1929年10月31日被博馬取代。